# 지옥에서 온 고양이
지옥에서 온 고양이(My Cat from Hell)는 미국의 애니멀 플래닛에서 2011년 5월 7일부터 2018년 10월 20일까지 방영되었던 고양이 전문 행동 교정 프로젝트 전문 텔레비전 프로그램이자 리얼리티 프로그램이다. 주연은 주로 잭슨 갤럭시가 전담하였고, 낮에는 고양이 행동교정 전문가를, 밤에는 음악가로 출연한다. 그래서 고양이 집사(주인)와 고양이 사이의 갈등을 해결시키는 것은 물론, 고양이와 강아지 등 여타 동물들 간의 갈등을 해결시켜 줄 수 있는 문제의 집들만 방문하게 된다. 또한 행동 문제로는 고양이 주인에 대한 공격도 간헐적으로 나타날 수도 있다. 과거에는 리얼TV와 skyPetpark에서 편성된 적이 있으며, 해당 채널에서의 시청가 역시 15세 이상 시청가로 판명되었다. 시리즈로는 10개의 시리즈와 97개의 에피소드로 구성되어 있다. 소재는 EBS 1TV의 《고양이를 부탁해》와 거의 비슷하다. 방송 시간은 약 42분으로 기재되어 있다.

## 같이 보기
- 세상에 나쁜 개는 없다 (EBS 1TV)
- 동물일기 (EBS 1TV)
- 고양이를 부탁해 (EBS 1TV)
- 펫하트 (EBS 1TV)
- 개는 훌륭하다 (KBS 2TV)
- 하하랜드 (MBC TV)
- TV 동물농장 (SBS TV)
- 식빵 굽는 고양이 (skyPetpark)
- 냐옹은 페이크다 (tvN)
- 도그 위스퍼러 (내셔널지오그래픽)
- 천재! 시무라 동물원 (日 NTV)
- 개과천선 아메리카(영어판) (영국 채널 4, Sky One)